# Arienis
Arienis de Lídia va ser, segons Heròdot, la filla del rei Aliates II de Lídia i la germana del rei Cressus de Lídia.
Arienis va ser també la reina consort d'Astiages, rei de Mèdia i la mare de Mandana de Mèdia i una Amitis probable, casada amb el seu nebot Cir II el Gran. També va ser sogra de Cambises I d'Anshan i l'àvia materna de Cir II el Gran.
Va ser donada en matrimoni a Astiages per segellar un tractat entre Ciaxares de Mèdia i Aliates II de Lídia, arran de la batalla de l'Eclipsi. Heròdot no la va identificar clarament com la mare de Mandana, però s'especula que Mandana, l'esposa de Cambises I d'Anshan pot han nascut d'una anterior dona d'Astíages de Mèdia.